# Гленс Фолс Норт (Њујорк)
Гленс Фолс Норт (енгл. Glens Falls North) насељено је место без административног статуса у америчкој савезној држави Њујорк.

## Демографија
По попису из 2010. године број становника је 8.443, што је 382 (4,7%) становника више него 2000. године.
| Група             | 2000.         | 2010.         |
| Белци             | 7.745 (96,1%) | 7.974 (94,4%) |
| Афроамериканци    | 61 (0,8%)     | 89 (1,1%)     |
| Азијати           | 84 (1,0%)     | 117 (1,4%)    |
| Хиспаноамериканци | 106 (1,3%)    | 162 (1,9%)    |
| Укупно            | 8.061         | 8.443         |